# Okság
Az okság vagy kauzalitás (néha oksági összefüggés, ok–okozati összefüggés vagy okozati összefüggés néven is említik) jelentése valamely végső okra vonatkozó, okozati viszonyban lévő dolog vagy jelenség; filozófiai kategória, olyan egymással összefüggésben lévő események jelölésére, amelyben az egyik esemény (az ok) kiváltja a másikat (az okozatot). Az okság összefüggése a büntetőjognak is az egyik alapvető fogalma. (Az okságot gyakran nevezik ok-okozati összefüggésnek is; régiesen kauzális nexus).

## A filozófiában
A filozófia területén az okozati összefüggés két vagy több jelenség, történés, hatás, dolog között állhat fenn, amelyben valamely jelenség (stb.) kiváltó vagy végső oka egy vagy több másik jelenségnek (stb.).

## A jogban
- A büntetőjogban az okságnak döntő szerepe van a bűnösség megállapításában.
- A polgári jogban az okozati összefüggés a kár megtérítésénél úgy jut szerephez, hogy a jogellenes magatartás és a kár között okozati összefüggésnek kell fennállnia.

## A teológiában
Platón formáló elvnek az ideákat tekintette, ebből fejlesztette ki Arisztotelész a négy okról (mozgás, anyag, forma, cél) szóló klasszikus tanítását, amelyet aztán átvett a skolasztikus filozófia, leginkább Aquinói Szent Tamás.

## Az irányítástechnikában
A generált kimenőjel egy adott időpontban nem függ a bemenőjel jövőjétől. Ha a kimenőjel csak a bemenőjel múltjától függ, akkor a rendszert szigorúan kauzálisnak nevezzük.